# St.-Ursula-Schule (Würzburg)
Die St.-Ursula-Schule ist ein Sprachliches, und Sozialwissenschaftliches Mädchengymnasium sowie  eine Mädchenrealschule der Ursulinen in Würzburg. Beide Schulteile haben gemeinsam etwa 1000 Schülerinnen. Sie liegt zentral in der Altstadt.

## Geschichte
Die katholische Privatschule geht zurück auf den Orden der Ursulinen, die „Nova compagnia di Santa Orsola di Brescia“, der später ein sogenannter Schulorden wurde. Angela Merici gründete im November 1535 im italienischen Brescia den Orden. Bis heute leben die Ursulinen nach der Regel der Angela Merici. Dabei ist eines ihrer Hauptanliegen die Mädchenbildung und die Vermittlung ihres religiösen Gedankenguts. In den Schulablauf integriert ist auch der Einsatz für sozial Schwächere. Oberin Schwester Katharina Merz leitet die beiden Schulen (Gymnasium und Realschule) des Ursulinenklosters in der Würzburger Augustinerstraße.
Auf dem Gelände befindet sich auch die Antoniterkirche. Benannt ist sie nach den Antoniter-Mönchen, die seit Ende des 13. Jahrhunderts hier lebten. Sie widmeten sich vorwiegend der Krankenpflege. Der französische Edelmann Gaston soll den Männer-Orden als Dank für die Heilung seines Sohnes vom „Antoniusfeuer“, einer im Mittelalter in Europa verbreiteten ansteckenden Seuche, gegründet haben. 1545 wurde das Antoniter-Kloster aufgehoben. Über ein Jahrhundert später holte Gräfin Hatzfeld französische Ursulinen aus Metz zur Erziehung der Töchter des unterfränkischen Adels nach Kitzingen und gründete dort ein Kloster mit Internat. Von hier aus reiften bald die Pläne zur Gründung eines Klosters in Würzburg.
Am 25. März 1712 erhielten die Kitzinger Ursulinen die Genehmigung des Fürstbischofs Johann Philipp von Greiffenclau zur Niederlassung in seiner Residenzstadt. Sieben Schwestern begannen bescheiden in der Dominikanergasse, ein Kloster mit Kapelle einzurichten. Es führte den Namen Kloster der Ursulinen von der Verkündigung Mariens. Neben einigen „Kostfräulein“ (Heimschülerinnen) besuchten Mädchen aus der Stadt die „äußere Schule“, eine unentgeltliche Volksschule. Schon zehn Jahre später konnte sich die Gemeinschaft finanziell selber tragen, auch durch die Mitgiften der häufig adeligen Schwestern. Der Konvent kaufte aus Privatbesitz das aufgelassene Kloster der Antoniter, zu denen auch eine kleine Kirche (Antoniterkirche) gehört. 1725 erfolgte der feierliche Umzug in das Anwesen in der Augustinerstraße. Die Schwestern ließen die Antoniterkirche im barocken Stil renovieren, erweitern und feierlich weihen.
Unter Fürstbischof Friedrich Karl von Schönborn wurde die alte, teils marode Anlage abgerissen. Der Neubau des Klosters entstand unter Regie von Balthasar Neumann. Davon zeugen heute noch der Kreuzgang und die Treppenhäuser mit steinernen Ziergeländern. Fliesen der einstigen Waschküche finden sich noch am Boden der Empfangshalle des Marientraktes. Sie wurden in Handarbeit mit Ornamenten versehen. Am 16. März 1945, am Tag der Bombardierung Würzburgs, wurde auch das Ursulinenkloster vernichtet. Wenige Jahre später wurde es wieder aufgebaut und der Schulbetrieb konnte wieder weiterlaufen. Die Chronik der Würzburger Ursulinen, die im Jahr 1712 beginnt, wurde in der Gruft über den Zweiten Weltkrieg gerettet. 1950 wurde mit Erlaubnis des Bischofs Julius Döpfner erstmals eine evangelische Schülerin in die Mittelschule (die heutige Realschule) der Ursulinen aufgenommen.
52 Schwestern lebten vor dem Zweiten Weltkrieg im Ursulinenkloster, 36 Schwestern im Jahr 1982 und heute sind es 11. Mehr als 100 Lehrkräfte unterstützen den Schulbetrieb. Über 1400 Schülerinnen besuchen die St.-Ursula-Schule, von denen rund 30 Prozent aus der Stadt und 70 Prozent aus dem Landkreis Würzburg und angrenzenden Regionen kommen.
Bekanntheit erlangte die Schule durch verschiedene Aktionen, unter anderem mit der Straßenkind-Aktion „Uns schickt der Himmel“ oder durch den Aufstieg von bunten Luftballons im Juli 2013, um als „Schule ohne Rassismus – Schule mit Courage“ zu gelten.

## Ausbildungsrichtungen
Fremdsprachen
- Englisch ab der 5. Jahrgangsstufe an beiden Schularten
- Französisch oder Latein ab der 6. Jahrgangsstufe am Gymnasium und Französisch ab der 7. Jahrgangsstufe an der Realschule
- Französisch ab der 8. Jahrgangsstufe am Gymnasium, falls der sprachliche Zweig gewählt wurde oder ab der 6. Jahrgangsstufe, falls der sozialwissenschaftliche Zweig gewählt wurde
- Spanisch als spätbeginnende Fremdsprache ab der 11. Jahrgangsstufe am Gymnasium in beiden Ausbildungsrichtungen

### Gymnasium
Das Gymnasium bietet zwei verschiedene Ausbildungsrichtungen an:
- Sprachliches Gymnasium (SG)
- Sozialwissenschaftliches Gymnasium (SWG)

Das Gymnasium verleiht nach bestandener Abschlussprüfung am Ende der dreizehnten Jahrgangsstufe das Abitur.

### Realschule
An der Realschule werden alle Wahlpflichtfächergruppen angeboten:
- I = mathematisch-naturwissenschaftlicher Zweig
- II = wirtschaftlicher Zweig
- IIIa = sprachlicher Zweig (Französisch)
- IIIb = hauswirtschaftlicher Zweig (Haushalt und Ernährung)

Die Realschule verleiht nach bestandener Abschlussprüfung am Ende der zehnten Jahrgangsstufe die Mittlere Reife.

## Besonderheiten

### Bilingualer Erdkundeunterricht
Die St.-Ursula-Realschule nimmt seit dem Schuljahr 2011/12 am Modellversuch „Bilingualer Zug“ teil. Dieser Zug kann unabhängig von der Wahlpflichtfächergruppe gewählt werden und bedeutet eine zusätzliche Qualifikation für die Schülerinnen. Die Schülerinnen der sechsten Jahrgangsstufe können sich dafür entscheiden, im Fach Erdkunde von der siebten bis zur neunten Jahrgangsstufe auf Englisch unterrichtet zu werden. Dies bedeutet auch, dass in Erdkunde drei statt der üblichen zwei Wochenstunden zu absolvieren sind.
Das Gymnasium bietet ebenfalls bilingualen Erdkundeunterricht in der 10. Jahrgangsstufe an. Der Unterricht wird hauptsächlich in Englisch gehalten; schwierige Themen werden jedoch auf Deutsch behandelt.
Auch Stegreifaufgaben werden in Englisch geschrieben. Grammatikfehler werden zwar verbessert, aber nicht gewertet.

### Einführungsklasse (E-Klasse)
Seit dem Schuljahr 2013/14 bietet die St.-Ursula-Schule eine E-Klasse an. Schülerinnen, die an der St.-Ursula-Realschule oder an einer Mittel-, Wirtschafts- oder Realschule die Mittlere Reife erworben haben, können die E-Klasse des St-Ursula-Gymnasiums besuchen, um nach deren erfolgreichem Abschluss die Qualifikationsphase Q12 und Q13 bis zum Abitur zu durchlaufen. Die E-Klasse ist eine besondere Form der elften Klasse am Gymnasium, die Schülerinnen mit einem mittleren Bildungsabschluss auf die ganze Bandbreite der gymnasialen Fächer vorbereitet. Sie fördert die Schülerinnen gezielt in einer zweiten Fremdsprache, in der sie geringere oder keine Vorkenntnisse haben.

### MATHEGYM
Mit Hilfe der finanziellen Unterstützung des Elternbeirates hat das St.-Ursula-Schule eine Schullizenz für die Internetlernplattform MATHEGYM erwerben können. Diese orientiert sich an den Lehrplänen für Mathematik an bayerischen Gymnasien (G8) bzw. Realschulen. Auf der Lernplattform können die Schülerinnen Aufgaben auf individuellem Niveau lösen und sich bei Bedarf Tipps geben lassen, denn es gibt Videos, in denen mathematische Inhalte erläutert werden. Daneben gibt es Lösungen zu den Aufgaben.

### MINT-Programm
Die St.-Ursula-Schule nimmt am bundesweiten MINT-EC 300-Programm teil, in dem 300 Schülerinnen und Schüler aus ganz Deutschland mit Hochbegabung im naturwissenschaftlichen Denken besonders gefördert werden.

### Offene Ganztagsschule
Die Nachmittagsbetreuung der St.-Ursula-Schule ist eine Einrichtung im Sinne der Offenen Ganztagsschulen in Bayern. Besucht wird sie von Schülerinnen des Gymnasiums und der Realschule. Auf der Basis christlicher Werte, die die Schule in ihrer Ausrichtung prägen, werden die Schülerinnen ganzheitlich gefördert. Schwerpunkt dabei ist die Heranführung an selbstverantwortliches und selbstständiges Lernen und Arbeiten in den verschiedenen Lerngruppen (Hausaufgabenzeit) sowie der Aufbau und die Stärkung des sozialen Miteinanders bei gruppenübergreifenden Angeboten.

### Schüleraustausch
Regelmäßig findet der Schüleraustausch mit Frankreich statt, der Vorurteile abbauen und das Land für die Schülerinnen interessanter machen soll. Es handelt sich am Gymnasium um eine katholische Privatschule (Brissac-Quincé im Département Maine-et-Loire) mit etwa 400 Schülerinnen und Schülern. Die Realschule der St.-Ursula-Schule organisiert den Schüleraustausch seit dem Schuljahr 2018/19 mit den Collège Sainte-Ursule – Louise de Bettignies in Paris, die in der Trägerschaft der Ursulinen der römischen Union ist und 650 Schülerinnen und Schüler hat.

### Schülerlabor
Im Laufe des Jahres 2014 entsteht ein völlig neuer naturwissenschaftlicher Bereich an der St.-Ursula-Schule. Es werden neue Chemie- und Physik-Säle bezogen.

### Wahlkurse
An der St.-Ursula-Schule wird eine Vielzahl von Wahlkursen angeboten. Sie finden generell nachmittags, nach dem vormittäglichen Pflichtunterricht, statt.
- Chinesisch
- Chor
- Französisch
- Italienisch
- Orchester
- Robotik ab Jahrgangsstufe 7
- Physik-Übungen
- Pflege des Schulgartens
- Sing- und Spielgruppe
- Spanisch
- Sport (mehrere Sportarten)
- Technisches Zeichnen
- Textiles Arbeiten
- Textverarbeitung
- Theater
- Umweltgruppe

## Sonstiges
- Elternbeirat
- Schulförderverein: Freundeskreis der St.-Ursula-Schule Würzburg e. V.
- Schülerzeitung: Mosaik
- Schulpartner:
  - Ursulinenkloster Würzburg
  - Julius-Maximilians-Universität Würzburg